# Cuenca del Mirador

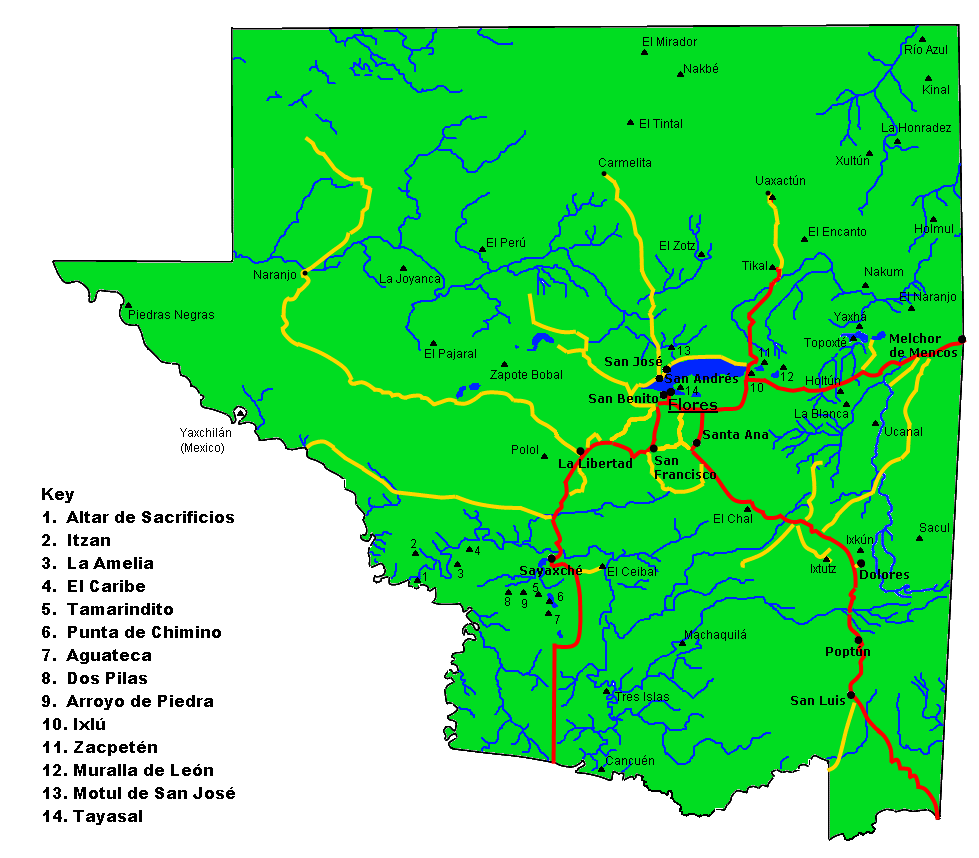
Mapa del Petén mostrando su dos principales cuencas: la de El Mirador (norponiente) y la del Petén (suroriente), así como los principales yacimientos arqueológicos que en ambas cuencas se encuentran.

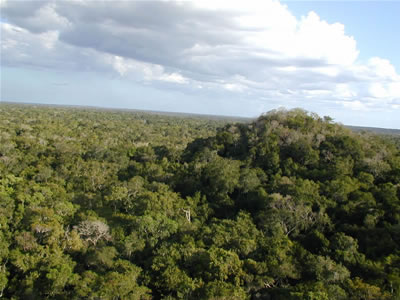
Pirámide del Tigre en El Mirador, cubierta de Selva Virgen.

La Cuenca del Mirador es una zona geográficamente definida, formada por bajos o humedales y montes bajos, cubierta de una densa selva tropical virgen, es parte de la Reserva de la Biosfera Maya, la segunda reserva de selva tropical mayor de América, después de la Selva Amazónica. 

## Descripción de la cuenca
La cuenca en sí tiene un área de 2169 km² que se encuentra al norte de Tikal, Petén, Guatemala, y alberga, entre otros sitios, a El Mirador  —la ciudad más grande de la civilización maya—, y a Tintal —la segunda ciudad más grande.. Además está Nakbé —la ciudad maya más antigua en las tierras bajas de la península de Yucatán—, y por lo menos veintiséis sitios más que se desarrollaron en el Preclásico, entre 1500 a. C. y el 300. En ese lugar se asentó el primer estado Político organizado en el continente americano, el Reino de Kan —una especie de Camelot maya—, al mismo tiempo que los Olmecas iniciaban su desarrollo y quienes hasta antes del descubrimiento de éstas ciudades, eran considerados como la Cultura madre de Mesoamérica. Hay pruebas concluyentes de que los Mayas del Mirador, desarrollaron un sistema de escritura, matemático, agrícola y astronómico que hicieron de los mayas, la cultura más desarrollada y sofisticada, aproximadamente mil años antes de lo que se creía y aceptaba hasta la década de 1980.

### Sacbeob
La mayoría de las ciudades de la cuenca, estaban conectadas por grandes calzadas llamadas Sacbeob (plural), o Sacbé en singular, que significa literalmente Camino Blanco ya que estaban cubiertas de Estuco, algunas hasta 6 m por arriba del terreno natural, con un ancho de hasta 40 m y 25 km de largo, que se distinguen claramente en fotos satelitales. Se cree que hay unas 30 ciudades más pequeñas en la región aún no descubiertas.[cita requerida]

### Exploraciones actuales
La Cuenca está siendo investigada arqueológicamente por un equipo dirigido por Richard D. Hansen, de UCLA y el Instituto Guatemalteco de Arqueología e Historia IDAEH, quienes cuentan con el apoyo del Global Heritage Fund, Fundación Carlos F. Novella de Guatemala, la Foundation for the Advancement of Mesoamerican Studies, Inc FAMSI, y la National Geographic Society, entre otras muchas, interesadas en preservar esta región que recientemente se ha denominado La Cuna de la Civilización Maya, así como su rica biodiversidad.

### Ecoturismo
El 31 de enero de 2007, fue firmado un tratado de ayuda técnica para el desarrollo sostenible del ecoturismo y conservación arqueológica por US $ 35 millones entre los Gobiernos de Estados Unidos y Guatemala, que iniciará en La Cuenca del Mirador, buscando crear facilidades en la Aldea Carmelita, y evitar el saqueo de los sitios arqueológicos incluyendo la región de Naachtún y Río Azul. La zona de El Mirador cuenta con escasas facilidades turísticas por el momento, estas están contempladas dentro del Plan Maestro de desarrollo de la Cuenca. No obstante la Cuenca está abierta al público que desea aventura, pudiéndose organizar un viaje guiado por personas de la Comunidad cercana de Carmelita usándose tiendas de campaña o hamacas.